# Klaviersonate Nr. 3 (Brahms)
Johannes Brahms komponierte den Großteil seiner Klaviersonate Nr. 3 in f-moll opus 5 im Oktober 1853. Der zweite und der vierte Satz wurden vor dem Rest der Sonate komponiert. Der zweite und der dritte Satz wurden am 23. Oktober 1854 durch Clara Schumann in Leipzig uraufgeführt, die Uraufführung der gesamten Sonate erfolgte sechs Wochen später durch den Pianisten Hermann Richter in Magdeburg.

## Satzbezeichnungen
Die fünf Satzbezeichnungen lauten
1. Allegro maestoso
2. Andante espressivo
3. Scherzo: Allegro energico
4. Intermezzo: Andante molto
5. Finale: Allegro moderato ma rubato

## Musik

### Allegro maestoso
Eine punktierte Viertongruppe wird zum zentralen Motiv des Satzes. Das expressive Seitenthema der 70 Takte langen Exposition dringt modulierend in entfernte Tonarten vor und vergrößert seinen Klangumfang nach beiden Seiten. Eine Liedkantilene in der Tenorlage, abgeleitet aus Fragmenten des Hauptthemas, schafft in der Durchführung einen Kontrast zu den harten Akzenten des Beginns; die Reprise greift anfangs das musikalische Material des Beginns wieder auf, allerdings führt sie bald von f-moll zu F-dur, der Tonart, in welcher die Sonate schließlich auch endet.

### Andante

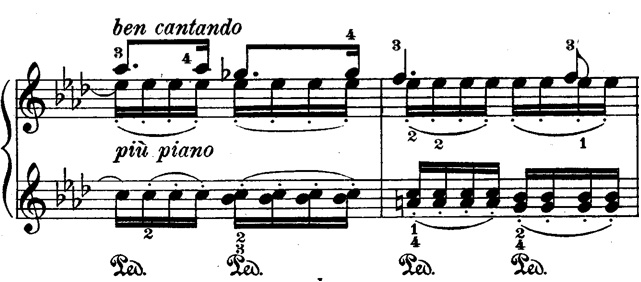
Zweiter Teil des A-Teils im Andante der Sonate

Brahms stellt dem Andante drei Verszeilen von C. O. Sternau voran:
Der Abend dämmert, das Mondlicht scheint

da sind zwei Herzen in Liebe vereint

und halten sich selig umfangen
Von der Form her handelt es sich um eine Liedform A – B – A mit einer Coda am Schluss, wobei jeder der Teile in sich wieder unterteilt ist. Es handelt sich eigentlich um eine Form A1 – A2 – A1 – B1 – B2 – B1 – B2 – B1 – A1 – A2 – A1 – Coda. Die Coda greift nochmals Motive aus den früheren Teilen auf und leitet über zum 3. Satz.
Ende Oktober 1854 schrieb Brahms dazu  folgenden Brief aus Hamburg an Clara Schumann:
"...Könnten Sie nicht jeden Tag einen "guten Morgen" telegraphieren lassen? Ich würde elektrisiert sein, würde den ganzen Tag lustig sein und wie spielen können. Lange halte ich's gar nie mehr aus ohne Sie, warum haben Sie nicht gelitten, daß ich die Flöte blasen lernte und mit Ihnen reiste. Denken Sie, ich hätte dann das Andante aus der F-moll-Sonate für Flöte, Gitarre und Pauke arrangiert und Ihnen mit Frl. Schönerstedt und Pfundt ein Ständchen gebracht. ..."

### Scherzo
Der dritte Satz greift die Stimmung des ersten Satzes wieder auf. Die Musik ist von tänzerischer Rhythmik dominiert. Das Kopfmotiv geht auf die Urzelle des ersten Satzes zurück. Schrittweise nähern sich beide Partien einander, die linke Hand steigt beständig aufwärts, während sich die rechte Hand in Bogenbewegungen abwärts bewegt. Das Ruhe ausstrahlende Trio ist typisch für die bei Brahms selbst in lyrischen Passagen vorhandene Dichte und Gewichtigkeit und besitzt auch kanonische Ansätze.

### Intermezzo
Der zwischen Scherzo und Finale eingeschobene 4. Satz, welcher die Viersätzigkeit auf fünf Sätze erweitert, ist ein Trauermarsch, wobei im Gegensatz zu den Trauermärschen aus der 2. Sonate von Chopin oder aus der 12. Sonate von Beethoven der Eindruck des Trauermarsches nicht durch einen durchgehenden Rhythmus geschaffen wird, sondern durch Sechzehntel-Triolen, welche einen Art Trommelwirbel-Effekt heraufbeschwören. 

### Finale
Im fünften und letzten Satz der Sonate dominiert der Reiterrhythmus, also in Achtelnoten auf die Schläge 1, 3, 4 und 6 in einem 6/8-Takt, ein Rhythmus, der klanglich dem Galopp des Pferdes ähnelt. Von der Form handelt es sich bei diesem Satz um eine freie Rondoform. Thematisch sticht neben dem Reiterrhythmus vor allem das motivische System Frage-Antwort ins Auge. Mit der Coda erfolgt eine Apotheose in F-dur, auch hier stößt man auf das Reitermotiv.

## Parallelen zu Schumann
Der Komponist spielte Robert Schumann alle seine frühen Werke, unter anderem auch diese Klaviersonate, vor. Schumann pries in seinem Artikel Neue Bahnen Brahms als den Berufenen, als eine Art Messias der Musik. Dass viele Motive in dieser Sonate Schumanns Musik als Vorbild haben, ist daher als eine Art Respektsbezeugung gegenüber dem älteren Komponisten und Förderer zu betrachten.

## Aufnahmen
Bekannt ist eine Gesamtaufnahme des Brahms’schen Klavierwerkes von Julius Katchen, erschienen bei Decca Records. Weitere Aufnahmen existieren von den russischen Pianisten Anatol Ugorski, erschienen bei Deutsche Grammophon, Grigori Sokolow, erschienen bei opus 111 und von Artur Rubinstein, erschienen bei RCA.
Weiterhin existieren Aufnahmen mit Hélène Grimaud bei Denon, mit Solomon bei Sbt, mit Claudio Arrau bei Philips, mit Lars Vogt bei EMI, mit Daniel Barenboim bei Teldec, mit Antti Siirala bei Ondine, mit Andreas Boyde bei Oehms Classics, mit Francois Kerdoncuff bei Tim und mit Hardy Rittner bei MDG, mit Burkard Schliessmann bei Antes Edition Classics sowie Bayer und mit Igor Shukow bei telos music records. Auch Wilhelm Kempff spielte die Sonate für Deutsche Grammophon ein sowie Edwin Fischer für Electrola.